# 易通行

易通行標誌

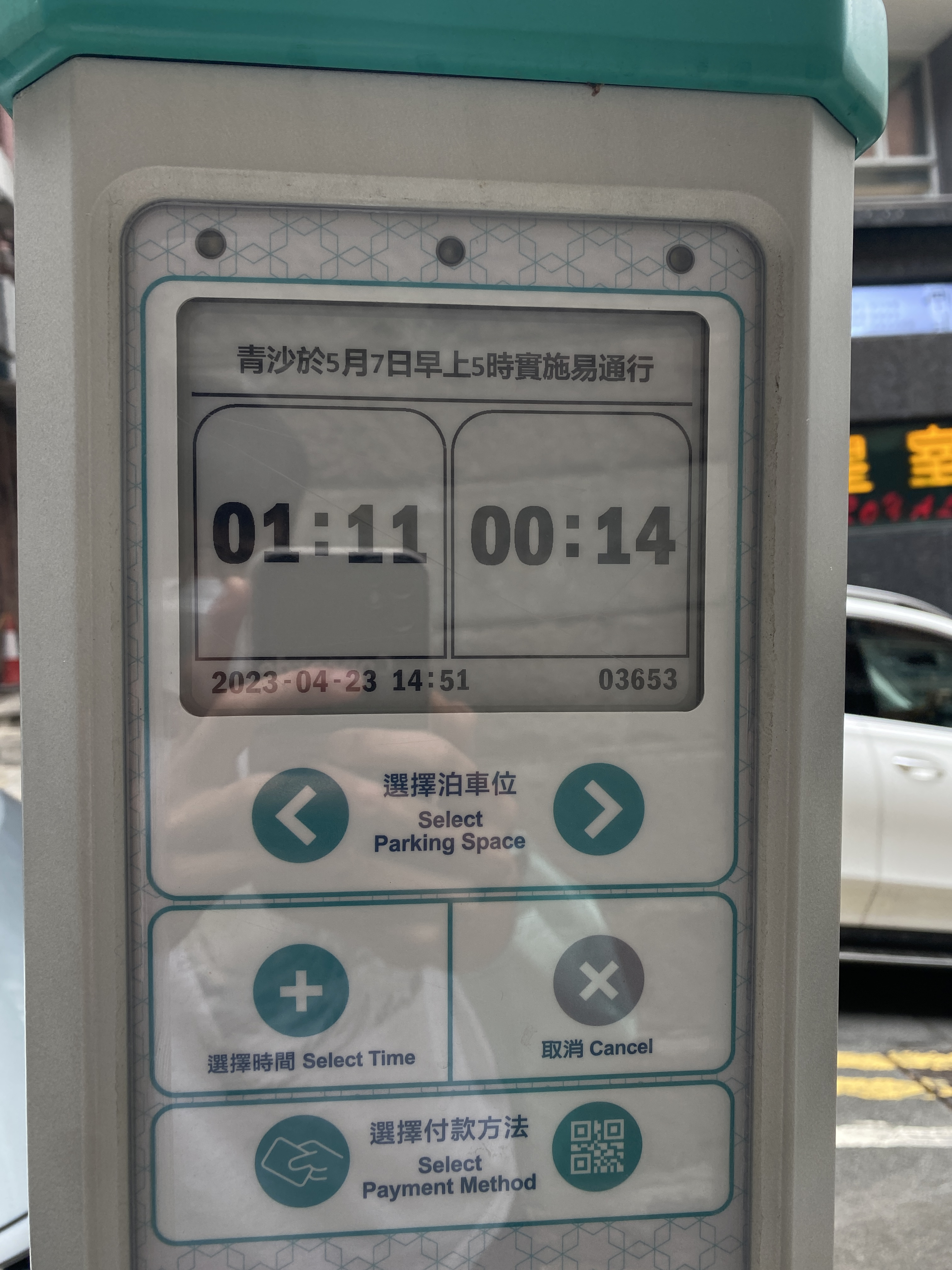
香港政府於停車收費碼錶上設文字，提醒車主有關易通行於青沙公路投入服務事宜。

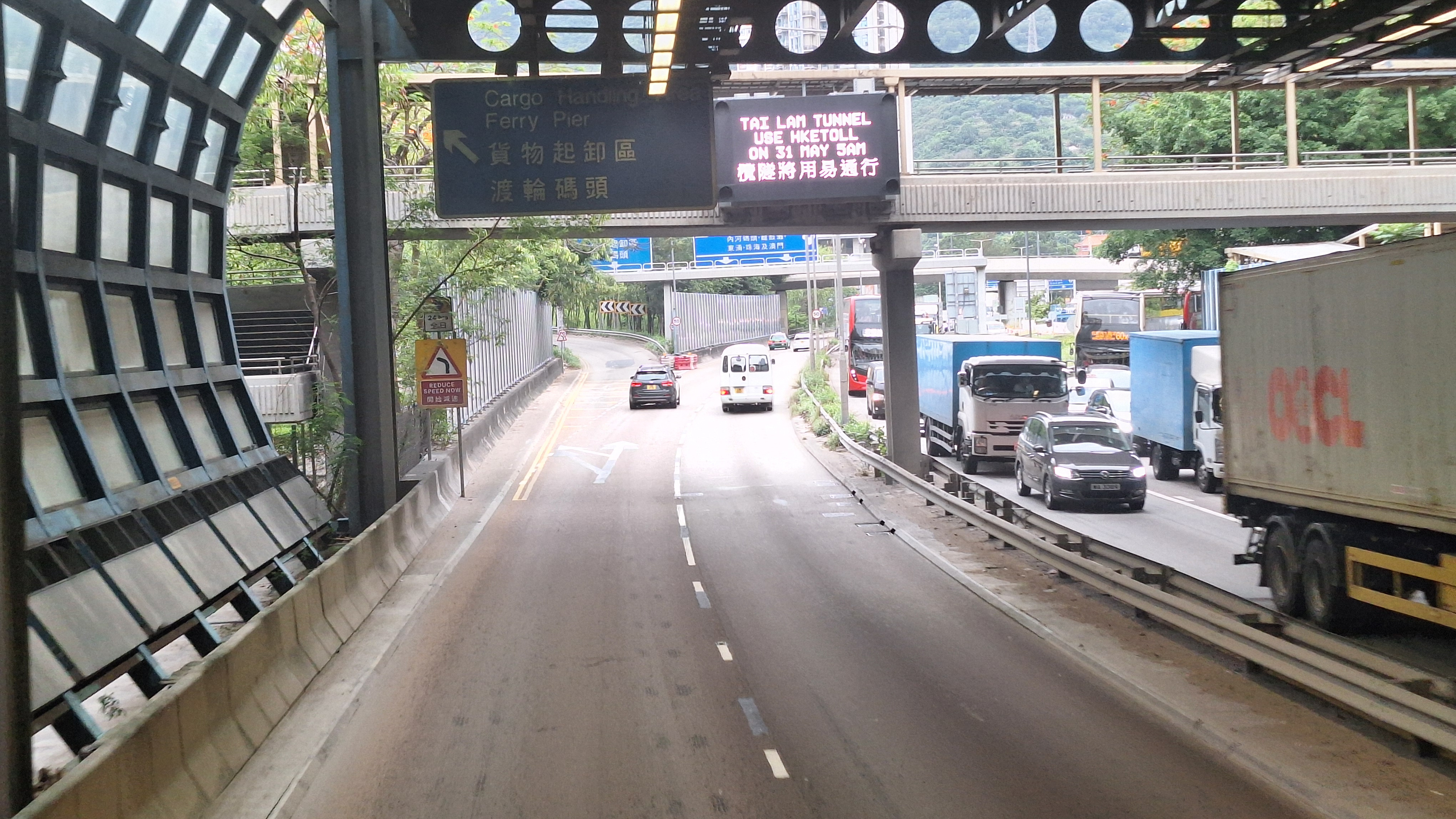
香港政府在屯門公路（近21號出口）的顯示屏設文字，提醒車主有關易通行於大欖隧道收購當日投入服務事宜。

易通行（英語：HKeToll）是運輸署旗下，由快易通營運的不停車繳費系統。此系統為於2023年5月7日起陸續於香港各隧道的收費站投入使用。
設立此系統的目的為取代傳統「人手收費亭」及「快易通」行車道。即隧道實施「易通行」後，其收費廣場及所有收費亭將會停用並移除。

## 歷史

### 早期歷史
易通行的歷史最早可以追溯至1980年代。香港政府於1983年至1985年率先試行電子道路收費制度，並取得積極成果，但在真正推行電子道路收費時，卻因公眾反對而失敗。
1992年6月，駕易通將自動道路繳費系統引進香港，並首先在香港仔隧道進行試驗，後拓展至多條隧道。
1995年，易通咭獨自發展了另一套自動道路繳費系統，並於翌年5月安裝在大老山隧道進行試驗。由於兩套系統彼此不兼容，使駕駛者倍感不便。運輸署其後於1998年將易通咭與駕易通合併，並易名為快易通。

### 「不停車繳費」建議及立法
2017年12月，政府公布的《香港智慧城市藍圖》所述：智慧出行是打造香港成為智慧城市的重要一環。政府擬推行的其中一項主要智慧出行措施，是開發應用車內感應器，讓駕駛者無須在收費亭停車亦可繳交隧道費。據政府當局表示，不停車繳費系統讓車輛更有效率地繳費，避免因車輛須在收費亭停車以人手繳費而阻礙交通。
2019年1月，運輸署於立法會交通事務委員會中建議於2021年底率先於將軍澳-藍田隧道使用不停車繳費系統。但是，政府在2019年10月16日發表的施政報告當中，宣佈將軍澳-藍田隧道通車時將不會收費。其後，有關收費系統的招標工作亦因而腰斬。
2021年3月19日，政府在憲報刊登《2021年不停車繳費（雜項修訂）條例草案》，並提交立法會首讀和二讀。及後在2021年6月23日，立法會三讀通過條例草案。

### 投入服務
2023年5月7日，該系統於青沙公路投入服務，取代青沙公路的收費站。
2023年5月21日，該系統於城門隧道投入服務。
2023年5月28日，該系統於獅子山隧道投入服務。
2023年7月23日，該系統於紅磡海底隧道投入服務。
2023年8月6日，該系統於西區海底隧道投入服務。
2023年8月27日，該系統於東區海底隧道投入服務。
2023年11月26日，該系統於大老山隧道投入服務。
2023年12月24日，該系統於香港仔隧道投入服務。
2025年5月31日，該系統於大欖隧道投入服務。

### 系統
每條隧道每個方向均有2組監察系統，可以錄影，掃描，偵測及識別。

### 3條海底隧道新收費
2023年12月17日起，運輸署在三條過海隧道，即西區海底隧道、海底隧道和東區海底隧道，實施「分時段收費」，向過海私家車及電單車按不同時段收取不同隧道費，以遏抑和分散在繁忙時段的交通需求，改善過海隧道的擠塞情況；同時亦簡化商用車收費結構，令商用車使用西隧的隧道費得以大幅降低，以利便業界運作。

### 大欖隧道新收費
2025年5月31日起接管當日起，運輸署在大欖隧道實施「分時段收費」，向私家車及電單車按不同時段收取不同隧道費，以遏抑和分散在繁忙時段的交通需求，紓緩其替代路線的繁忙交通，便利市民靈活出行；同時，吸引商用車使用大欖隧道，支援物流業營運和發展。

## 服務道路
| 開始日期       | 收費隧道／公路 | 收費感應器安裝位置 | 備註        |
| -------------- | -------------- | --- | ----------- |
| 2023年5月7日   | 青沙公路       | 來回方向：尖山隧道九龍出入口對出來回各兩組架空標誌架 | [ 7 ]       |

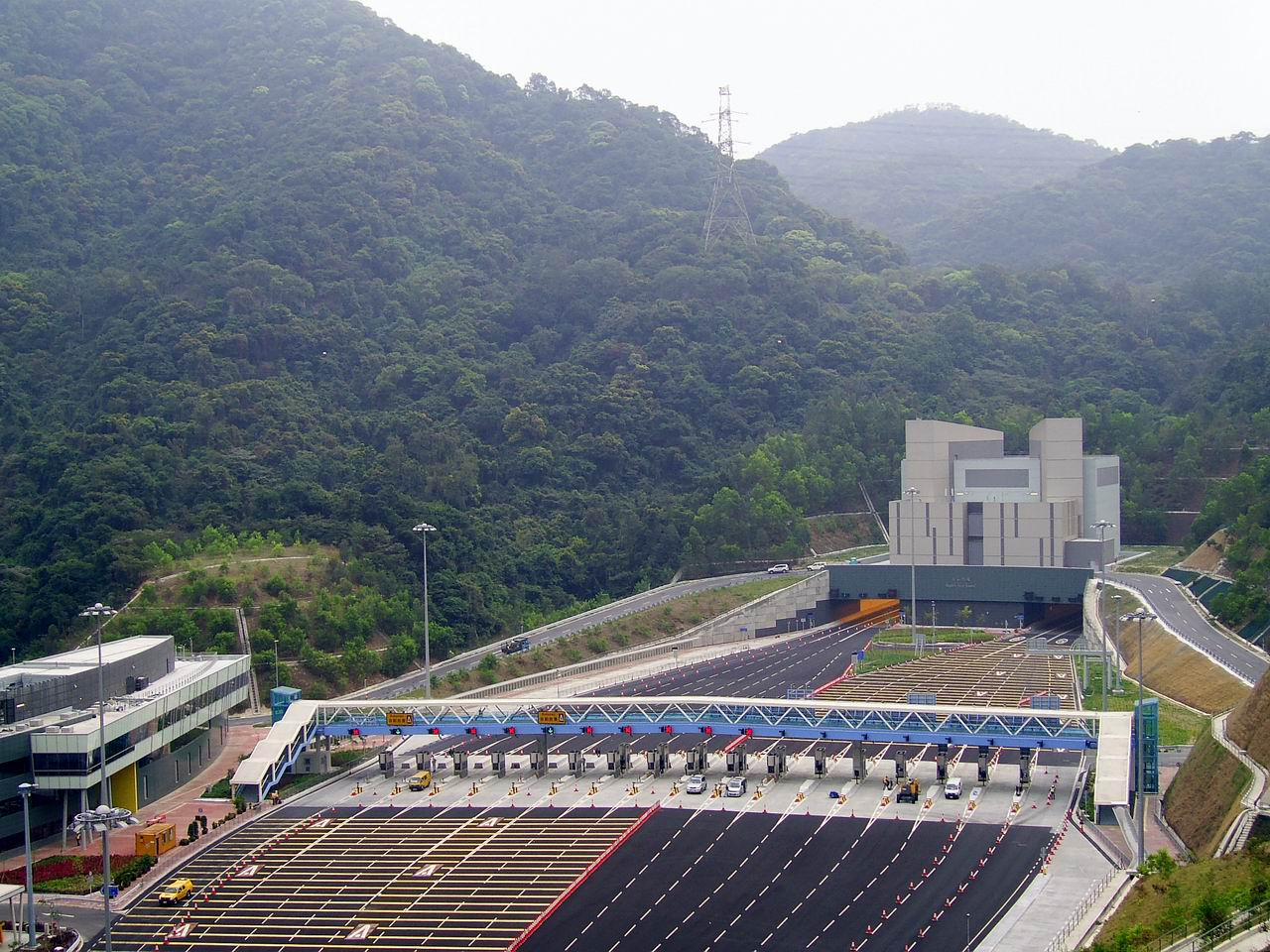
圖中為青沙公路尖山隧道收費站，目前已被取締。

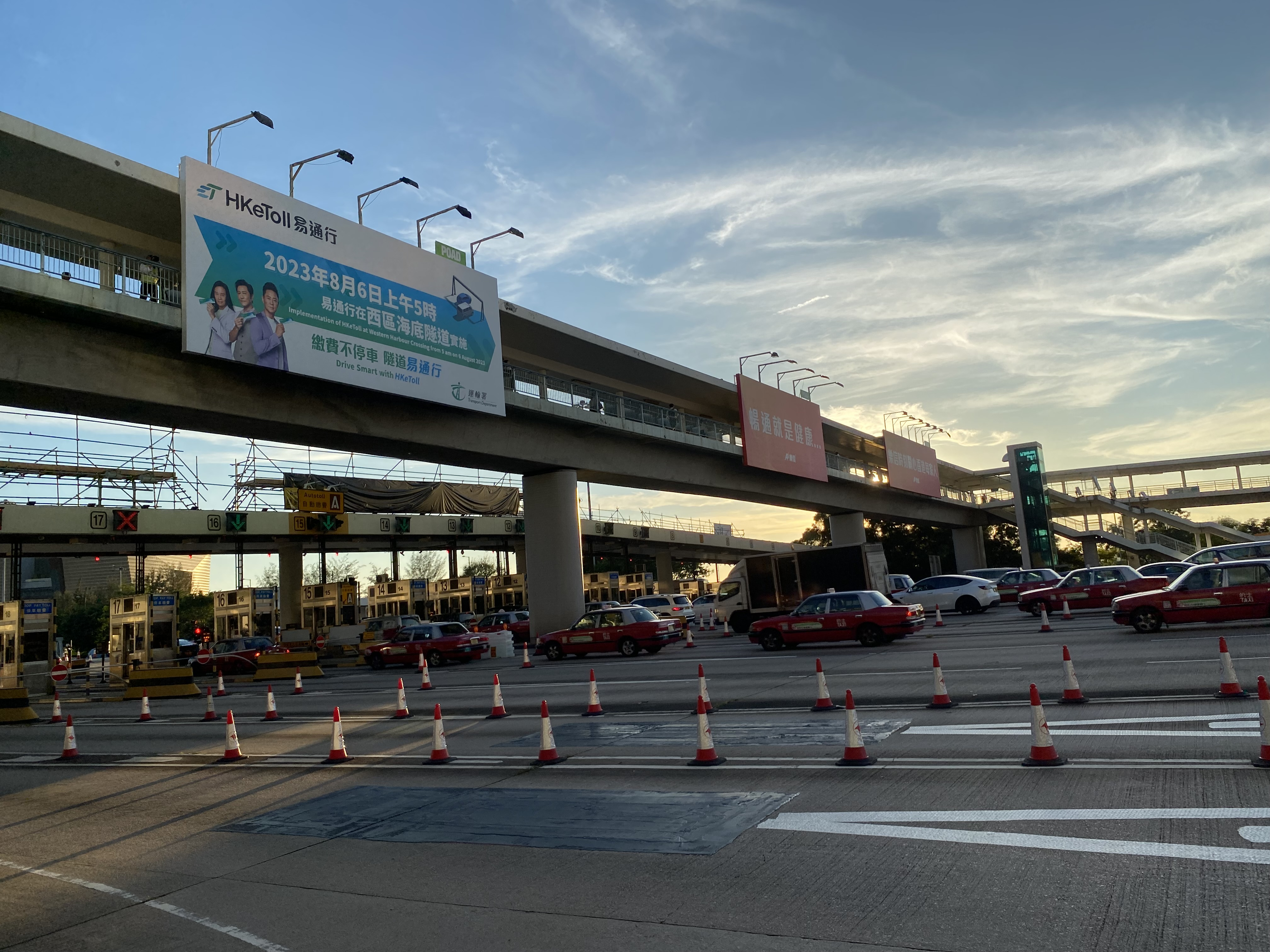
圖中為西區海底隧道被政府接手首天收費站情況，目前已被取締。

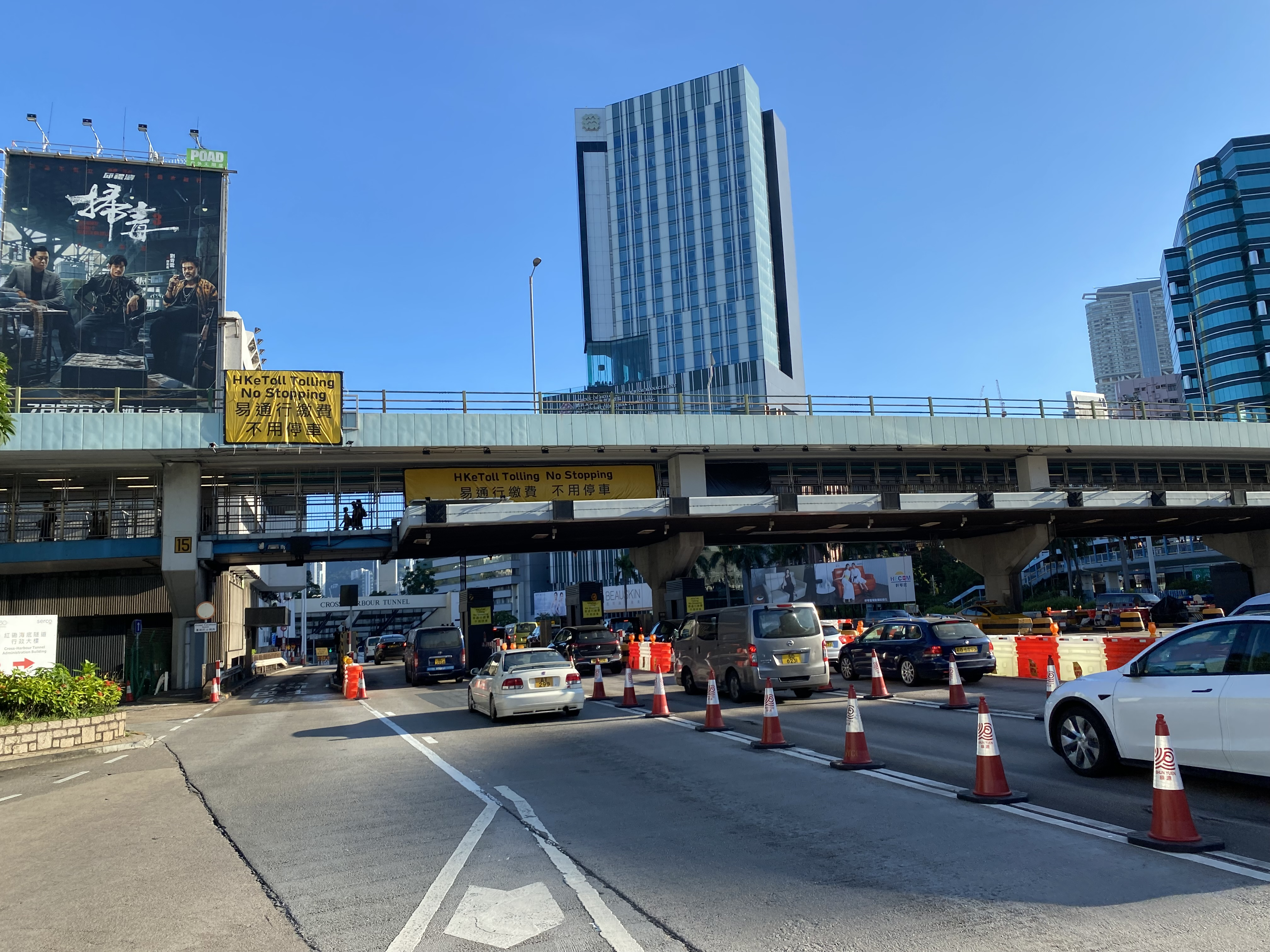
圖中為已實施「易通行」的紅磡海底隧道。

| 2023年5月21日  | 城門隧道       | 荃灣方向： - 過荃灣出口後首組架空標誌架（路政署結構編號：Nsn461） - 過城門隧道轉車站後首組架空標誌架 沙田方向： - 近與從和宜合交匯處駛至的支路交界處之架空標誌架（路政署結構編號：Nsn32H） - 過行政大樓後，荃灣入口前之架空標誌架（路政署結構編號：Nsn461） | [ 2 ] [ 8 ] |
| 2023年5月28日  | 獅子山隧道     | 九龍方向：沙田入口對出，行政大樓旁之兩組架空標誌架（路政署結構編號：Nsn1A及Nsn1B） 沙田方向：沙田出口對出，行政大樓旁之兩組架空標誌架（路政署結構編號：Nsn1C及Nsn1D） | [ 2 ] [ 8 ] |
| 2023年7月23日  | 紅磡海底隧道   | 來回方向：九龍出入口上方天花（半露天部份前後各一組）（設有分時段收費顯示屏） | [ 12 ]      |
| 2023年8月6日   | 西區海底隧道   | 港島方向：九龍入口外（設有分時段收費顯示屏）及港島出口外之各1組架空標誌架 九龍方向：港島入口外之兩組架空標誌架（第一組設有分時段收費顯示屏） | [ 13 ]      |
| 2023年8月27日  | 東區海底隧道   | 港島方向： - 九龍入口上方天花 - 橫跨原收費廣場之行人天橋（路政署結構編號：KF148）下方（設有分時段收費顯示屏） 九龍方向： - 橫跨原收費廣場之行人天橋（路政署結構編號：KF148）下方（設有分時段收費顯示屏） - 往藍田交匯處及啟田道迴旋處之支路入口之架空標誌架（適用於前往將藍隧道或啟田道迴旋處之車輛） - 往藍田交匯處及啟田道迴旋處之支路入口旁邊之主道路架空標誌架（路政署結構編號：Ksn216，適用於前往鯉魚門道或觀塘繞道之車輛） | [ 14 ]      |
| 2023年11月26日 | 大老山隧道     | 九龍方向： - 大老山公路與從小瀝源路駛至的支路交界處之架空標誌架（路政署結構編號：Nsn497） - 橫跨沙田出入口對出的之後勤通路行車天橋下方 沙田方向： - 橫跨沙田出入口對出的之後勤通路行車天橋下方 - 過原收費廣場後之首組架空標誌架（路政署結構編號：Nsn495） | [ 15 ]      |
| 2023年12月24日 | 香港仔隧道     | 香港仔方向（2024年8月起改名為黃竹坑方向）： - 黃竹坑出口對出，行政大樓旁之架空標誌架 - 位於南港島綫鐵路橋下方，與駛往黃竹坑道東行支路入口交界處之架空標誌架（路政署結構編號：Hsn3F） 銅鑼灣方向（2024年8月起改名為灣仔方向）： - 來往葛量洪醫院對出至香港仔運動場旁之行人天橋（路政署結構編號：HF42）下方（適用於由香港仔或鴨脷洲駛至之車輛） - 位於香港海洋公園萬豪酒店旁邊，黃竹坑道西行與從該路駛至的支路入口交界處之架空標誌架（路政署結構編號：Hsn3A，適用於由淺水灣或赤柱駛至之車輛） - 黃竹坑入口對出，行政大樓旁之架空標誌架 | [ 16 ]      |
| 2025年5月31日  | 大欖隧道       | 元朗方向：位於隧道元朗方向出口外2組架空標誌架（49號及46號）（46號設有分時段收費顯示屏） 青衣方向：位於隧道青衣方向入口前2組架空標誌架（47號及48號）（47號設有分時段收費顯示屏） | [ 17 ]      |

## 運作

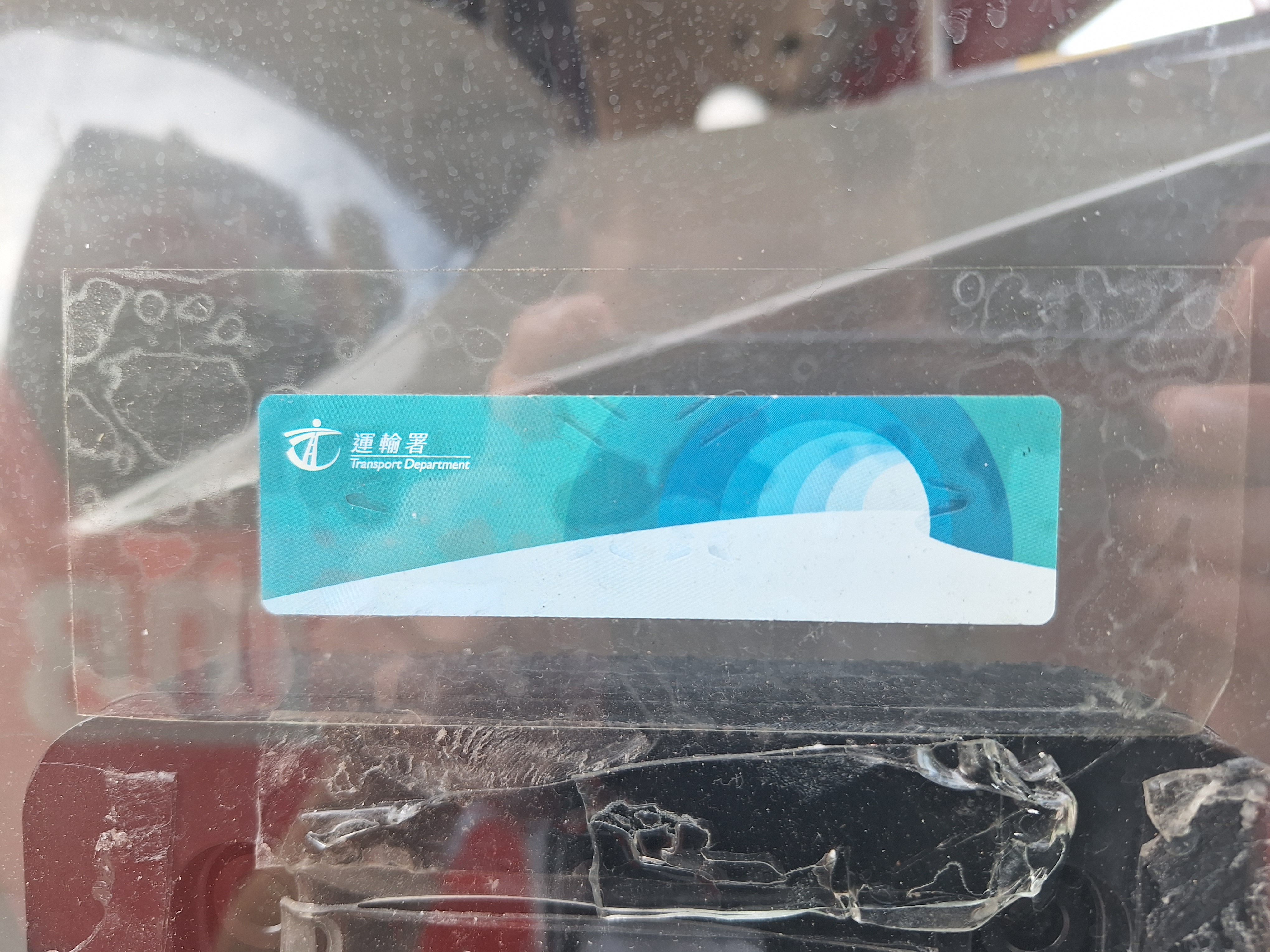
易通行車輛貼

易通行服務分為兩部分，分別是「易通行收費系統」和「繳費貼」。繳費貼需貼在車輛擋風玻璃，會通過無線射頻識別技術（RFID）同自動車牌識別技術，系統會讀取繳費貼的資料或擷取車輛的車牌影像，並自動辨識車輛登記號碼，然後自動在預設的繳費戶口中扣除隧道費。如果車主未有使用「易通行」，當車輛經過收費隧道的時候，系統會辨別車牌號碼，車主需於14個工作日內補交隧道費，或可使用電子轉帳方式，即時自動繳付隧道費。
「繳費貼」分為「車輛貼」及「車種貼」。「車輛貼」儲存繳費貼識別號碼及經處理的車輛識別號碼，登記車主、車輛行駛許可證或試車牌照的持有人，可向運輸署牌照事務處申請「車輛貼」；而「車種貼」以儲值形式使用，需自己到指定地點購買。
政府提醒車主，凡不繳交隧道費，除了罰款HK$5,000（以每程計），其有關登記車輛的行車證將不獲續期。有關案件也可能交予法庭處理。

## 問題
易通行推出以來投訴聲音不斷，運輸署更接獲五宗俗稱「影子車牌」的投訴電話。在2023年5月7日，有車主發現即使未有駕駛通過青沙管制區，卻接獲通知帳戶被扣除費用。到同年7月紅隧實施不停車繳費「易通行」，的士車行車主協會會長指在紅隧讀取「司機卡」情況沒有顯著改善，車隊失敗率達至約15.6%，
2023年8月4日，有車主在社交媒體上分享長文，表示自己在政府推出易通行後已經即時向運輸署申請首次免費的「車輛貼」，不過一直未有收到申請戶口時的驗證碼。近日更發現原本HK$100元的隧道費，突然被收到追款信件，被要求繳交近HK$7,000罰款，而他向客戶服務求助後和考慮上庭也討不回公道下，只能「跟程序繳交罰款」。

## 類似系統

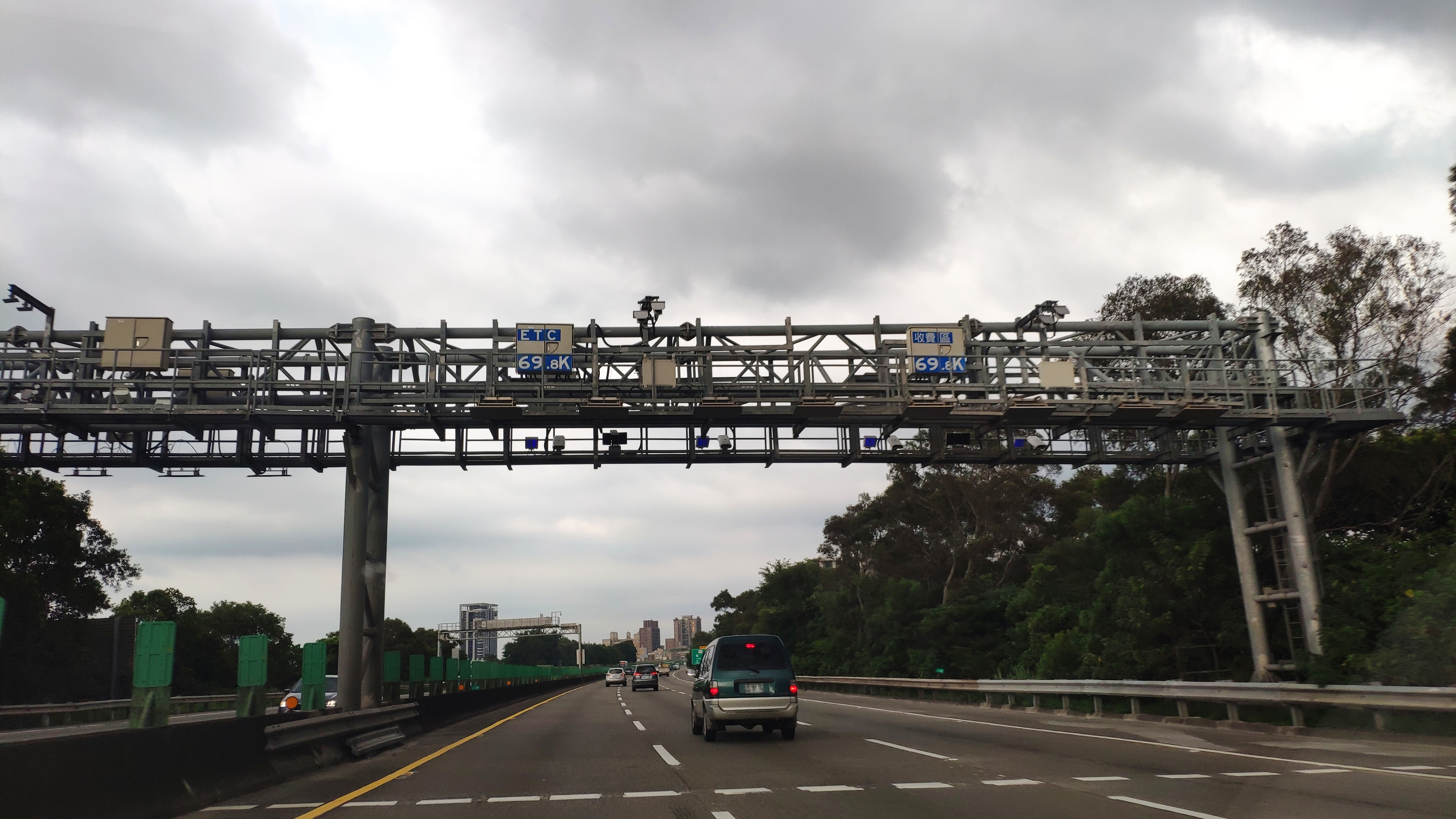
位於中華民國桃園市龍潭區的福爾摩沙高速公路收費門架

- 中華民國：高速公路電子收費系統
- 中华人民共和国：電子不停車收費系統
- 新加坡：電子道路收費系統

## 外部連結
- 易通行